# Alexis Vuillermoz
Alexis Vuillermoz (nascido em 1 de junho de 1988, em Saint-Claude) é um ciclista francês. Atualmente, compete para a equipe Ag2r-La Mondiale.